# С-102
С-102 — советская дизель-электрическая торпедная подводная лодка серии IX-бис типа С — «Средняя» времён Второй мировой войны. Совершила 15 боевых походов, потопила один пароход (1904 брт), прослужила до 1955 года в боевом составе и до 1967 года как зарядовая станция.

## История строительства
Подводная лодка С-102 была заложена 20 июня 1937 года под заводским номером 244 на заводе № 112 «Красное Сормово» в Горьком, 20 апреля 1938 года спущена на воду, затем внутренними водными путями переведена на Балтийский флот, где достраивалась и испытывалась.
21 октября 1940 года во время 24-часовых испытаний на полной скорости в надводном положении в районе к востоку от острова Гогланд С-102 догнала финский пароход «Астрид» (602 брт) — деревянное судно с керосиновым освещением и без сигнальных фонарей, идущее с грузом соли и пассажирами из Ленинграда в финскую гавань Мянтилуото (Пори). Никто из находящихся на мостике подводной лодки не заметил «Астрид» вовремя, и лодка на полном ходу протаранила судно, практически развалив его пополам в продольном направлении. Из 13 человек, находившихся на борту, экипаж С-102 успел спасти троих — капитана, кочегара и механика, а две женщины, четыре матроса и четыре юнги погибли. Лодка прервала испытания и направилась в базу, при этом из-за навигационной ошибки прошла через заминированный во время Советско-финляндской войны район.
16 декабря 1940 года С-102 вступила в строй. 18 декабря подводные лодки С-101 и С-102 вышли из Кронштадта к месту постоянной дислокации в Либаву. При выходе на рейд идущая в позиционном положении С-101 повредила лопасти гребных винтов и встала на 15-суточный ремонт. 27 декабря 1940 года лодка вошла в состав Балтийского флота, а 29 декабря на ней был поднят военно-морской флаг.

## История службы
В феврале 1941 года С-102 переведена в состав 2-го дивизиона подводных лодок, в 7 мая вместе с дивизионом прибыла для базирования в Усть-Двинск. К началу войны ещё не завершила боевую подготовку, однако уже 27 июня вышла в море, заняв позицию № 11 в Рижском заливе. 7 июля пыталась перехватить корабль противника, но приказ пришёл с 12-часовым опозданием, и перехват не состоялся. 10 июля безуспешно пыталась выйти в атаку на конвой, 12 июля обнаружила ещё один конвой, доложила о нём на базу, но из-за малых глубин выйти в атаку не смогла, 15 июля вернулась на базу, по итогам похода командир лодки Б. В. Иванов был снят с должности и убыл на сухопутный фронт, впоследствии реабилитировался.
17 июля С-102 перешла в Таллин, затем прошла краткосрочный доковый ремонт для подготовки к межтеатровому переходу. В августе 1941 года вместе с С-101 перешла по Беломорско-Балтийскому каналу из Ленинграда в Беломорск, куда прибыла 12 сентября. 16 сентября прибыла в Архангельск, зачислена в учебный дивизион. После прохождения курса подготовки 8-10 октября перешла в Полярный и вошла в состав 3-го дивизиона Бригады подводных лодок Северного флота.

### Боевые походы
- 27.06.1941 — 15.07.1941 — на Балтике
- 21.10.1941 — 13.11.1941 — поход в район Тана-фьорда, 25 октября во время сильного шторма был смыт за борт и погиб верхний вахтенный — старший лейтенант Е. Г. Кальнин. 29 октября вышла в атаку на два транспорта, сорвавшуюся из-за ошибок в управлении глубиной погружения лодки.
- 03.01.1942 — 20.01.1942 — 14 января потоплен транспорт «Тюркхайм» (1904 брт)
- 02.03.1942 — 27.03.1942
- 19.05.1942 — 26.05.1942 После похода С-102 прошла ремонт с заменой изношенной аккумуляторной батареи на батарею от подводной лодки типа «Декабрист», так как имелся большой дефицит «родных» батарей, а лодок типа «Д» после гибели Д-3 «Красногвардеец» на Северном флоте не осталось.
- 24.09.1942 — 17.10.1942
- 04.11.1942 — 16.11.1942
- 15.12.1942 — 01.01.1943 В ходе ремонта после этого похода С-102 получила аккумуляторную батарею подходящего типа.
- 30.05.1943 — 16.06.1943
- 07.08.1943 — 25.08.1943
- 01.10.1943 — 17.10.1943
- 26.12.1943 — 03.01.1944
- 17.01.1944 — 30.01.1944
- 03.03.1944 — 20.03.1944
- 10.10.1944 — 25.10.1944

### Послевоенная служба
В 1950 году участвовала в учениях по противодесантной обороне побережья. С марта 1951 года включена в состав 162-й бригады 33-й дивизии подводных лодок. В июле 1952 года приняла участие в военно-морском параде в Североморске.
В 1951—1953 годах на С-102 служил В. Н. Чернавин, сперва командиром минно-артиллерийской БЧ, затем помощником командира.
В 1954 году перечислена в состав Тихоокеанского флота, прошла ремонт на «Звёздочке» и в составе экспедиции ЭОН-64 в составе четырёх подводных лодок типа «С» (С-56, С-102, С-103, С-104) и четырёх подводных лодок проекта 613 в сопровождении трёх ледоколов перешла северным морским путём на Камчатку.
14 марта 1955 разоружена и выведена из боевого состава ВМФ, переоборудована в плавучую зарядовую станцию, переименована в ПЗС-56, с 1957 года переименована в ЗАС-9, с 1966 года переименована в ПЗС-19. В 1967 году списана и отправлена на переработку, экипаж расформирован.

## Потопленные суда
- 21 октября 1940 — в небоевой обстановке во время ходовых испытаний тараном потоплен финский пароход «Астрид» (602 брт), 10 погибших.
- 14 января 1942 — немецкий транспорт «Тюркхайм» (бывший шведский «Fagervik», 1904 брт[3]), атакован в составе конвоя в устье Сюльте-фьорда, лодка пережила шестичасовую контратаку, сброшено почти 200 глубинных бомб.

## Командиры
- 1940—1941: Борис Владимирович Иванов
- 1941—1945: Леонид Иванович Городничий

…
- 1949—1952: И. Л. Пархомюк
- 1952—1955: А. С. Хлонин